# 因娜·杰鲁索娃
因娜·米科拉伊芙娜·杰魯索娃（羅馬化：Inna Mykolaivna Derusova；1970年2月5日—2022年2月26日），烏克蘭陸軍中士、野戰醫生。
2022年俄羅斯入侵烏克蘭的第3天，杰魯索娃在蘇梅州的東烏克蘭攻勢奧赫特爾卡戰役中遭俄軍炮擊陣亡，但她在死前仍冒著被炮火擊中的危險拯救了10多名烏克蘭士兵的生命。
2022年3月13日，烏克蘭總統弗拉基米爾·澤倫斯基追授杰魯索娃“烏克蘭英雄”榮譽稱號並頒發金星勳章，她是得到“烏克蘭英雄”榮譽稱號與得到金星勳章的第一名烏克蘭女性。